# Ninotsminda (municipalité)

Vol d'une cigogne au-dessus du lac réservoir Khanchal dans la municipalité de Ninotsminda. Juin 2018.

La municipalité de Ninotsminda (en géorgien : ნინოწმინდის მუნიციპალიტეტი) est un district de la région de Samtskhé-Djavakhétie en Géorgie, dont la ville principale est Ninotsminda. Au recensement de 2014, il comptait 24 491 habitants.